# Явкун Олексій Ігорович
Олексі́й І́горович Явку́н — полковник Збройних Сил України, 6-й армійський корпус, 25-та повітряно-десантна бригада. Повний лицар ордена Богдана Хмельницького (2022, 2015, 2014).

## Життєпис
Станом на 2011 рік капітан Явкун — командир 4-ї парашутно-десантної роти 25-ї окремої повітряно-десантної бригади.
З весни 2014 року — в зоні бойових дій. Брав участь у штурмі блокпосту терористів біля смт Ямпіль. Після двох спроб блокпост захопили. Олексій Явкун зазнав поранень, але після одужання знову повернувся на передову.
Згодом підрозділ Явкуна деблоковував захисників ДАП, відбив важливий залізничний міст, ліквідувавши при цьому військову техніку та живу силу терористів.

## Нагороди
- Орден Богдана Хмельницького I ст. (29 серпня 2022) — за особисту мужність і самовіддані дії, виявлені у захисті державного суверенітету та територіальної цілісності України, вірність військовій присязі[1].
- Орден Богдана Хмельницького II ст. (25 грудня 2015) — за особисту мужність і самовідданість, виявлені у захисті державного суверенітету та територіальної цілісності України, високий професіоналізм, вірність військовій присязі[2].
- Орден Богдана Хмельницького III ст. (26 липня 2014) — за особисту мужність і героїзм, виявлені у захисті державного суверенітету та територіальної цілісності України[3].
- Орден Данила Галицького (28 вересня 2022) — за особисту мужність і самовіддані дії, виявлені у захисті державного суверенітету та територіальної цілісності України, вірність військовій присязі[4].